# Tinsley Harrison
Pour les articles homonymes, voir Harrison.
 (mai 2023).
Tinsley Randolph Harrison, né le 18 mars 1900 à Talladega, en Alabama et mort le 4 août 1978 à Birmingham, en Alabama, est  un médecin américain éditeur et éponyme des 5 premières éditions du célèbre traité de médecine interne Harrison's Principles of Internal Medicine.

## Biographie
Il est le fils de Groce Harrison, appartenant lui-même à la sixième génération d'une famille de médecins. Ayant terminé ses études secondaires à l'âge de 15 ans, Harrison s'inscrit à l'université du Michigan, où il effectue sa première année de médecine. Il poursuit sa formation à l'école de médecine de l'université Johns-Hopkins à l'automne 1919. Son colocataire et partenaire de tennis à Johns Hopkins est Alfred Blalock, avec qui il entretient une amitié étroite durant toute sa vie. Il effectue son internat au Peter Bent Brigham Hospital de Boston, revient à Johns Hopkins pour y compléter sa formation en médecine interne, puis est engagé comme résident à l'université Vanderbilt.
Ses domaines de prédilection sont la cardiologie et la physiopathologie des maladies. Son nom est surtout connu dans le milieu médical comme celui du créateur et rédacteur principal des cinq premières éditions des Principes de Médecine interne (Harrison's Principles of Internal Medicine). Ce texte se développe selon plusieurs approches nouvelles de la rédaction d'ouvrages médicaux et reste, dans sa version actuelle, l'un des manuels les plus lus et les plus respectés de la médecine.
La carrière de Harrison s'est partagée entre travaux de recherche, publications, formation et pratique médicale. Il a enseigné à l'école de médecine de l'université Vanderbilt, à l'école de médecine Bowman Gray de l'université Wake Forest en Caroline du Nord et la Southwestern Medical School de l'université du Texas à Dallas.
Harrison a passé la plus grande partie de sa carrière d'enseignant à l'école de médecine de l'Université de l'Alabama (University of Alabama School of Medicine (UASOM) à Birmingham (Alabama), où il a été doyen et président du Département de médecine. Harrison a joué un rôle important dans le développement de l'UASOM, qui a connu une période de croissance rapide grâce au recrutement de médecins de renommée nationale venus de facultés ou d'institutions telles que l'université Harvard ou la Mayo Clinic. Cette période a vu UASOM se hisser d'un niveau local à une notoriété internationale. La tour Tinsley Harrison Research Tower de l'UASOM a été baptisée en son honneur.